# Lethrinus rubrioperculatus
Lethrinus rubrioperculatus là một loài cá biển thuộc chi Lethrinus trong họ Cá hè. Loài cá này được mô tả lần đầu tiên vào năm 1978.

## Từ nguyên
Từ định danh rubrioperculatus được ghép bởi hai âm tiết trong tiếng Latinh: ruber (“đỏ”) và operculatus (“nắp mang”), hàm ý đề cập đến đốm đỏ ở cuối sau nắp mang của loài cá này.

## Phân bố và môi trường sống
L. rubrioperculatus có phân bố rộng khắp vùng Ấn Độ Dương - Thái Bình Dương, từ Đông Phi trải dài về phía đông đến đảo Wake, quần đảo Marshall và quần đảo Marquises, ngược lên phía bắc đến Hàn Quốc và Nam Nhật Bản, xa về phía nam đến Úc, Nouvelle-Calédonie và Tonga. Loài này cũng xuất hiện tại Việt Nam, bao gồm quần đảo Hoàng Sa.
L. rubrioperculatus sống gần các rạn san hô, trên nền đáy cát và đá vụn ở đới mặt trước rạn, độ sâu khoảng 10–198 m.

## Mô tả
Chiều dài cơ thể lớn nhất được ghi nhận ở L. rubrioperculatus là 57 cm, thường bắt gặp với chiều dài trung bình khoảng 30 cm. Thân màu xanh lục xám hoặc nâu, lốm đốm các vệt đen nhỏ. Môi đỏ. Một đốm ở rìa trên nắp mang thường có màu đỏ. Các vây trắng nhạt hoặc phớt hồng.
L. rubrioperculatus có thể chuyển sang kiểu hình lốm đốm các vệt trắng (có lẽ là ngụy trang) hoặc xuất hiện một dải nâu dọc hai bên lườn.
Số gai ở vây lưng: 10 (gai thứ 3 thường dài nhất); Số tia vây ở vây lưng: 9; Số gai ở vây hậu môn: 3; Số tia vây ở vây hậu môn: 8; Số tia vây ở vây ngực: 13; Số vảy đường bên: 47–49.

## Sinh thái
Thức ăn của L. rubrioperculatus bao gồm động vật da gai, động vật giáp xác, động vật thân mềm, giun nhiều tơ và cá nhỏ.
Tại quần đảo Bắc Mariana, độ tuổi lớn nhất mà L. rubrioperculatus đạt được là 8 năm. Trong khi đó, tại Okinawa và Nouvelle-Calédonie, những cá thể có số tuổi lớn nhất được ghi nhận lần lượt là 13 và 15.
Như hầu hết các loài cá, L. rubrioperculatus là vật chủ của những loài ký sinh, trong đó có nhiều loài mới được mô tả từ cơ thể L. rubrioperculatus, như sán lá đơn chủ Calydiscoides euzeti, sán Lethrinitrema gibbus và L. dossenus.

## Thương mại
L. rubrioperculatus là một loại cá thực phẩm chất lượng và được bán ở dạng tươi sống. Ở Bắc Mariana, L. rubrioperculatus là một nguồn thực phẩm quan trọng trong nền văn hóa ẩm thực, thường có mặt trong những sự kiện văn hóa địa phương như lễ hội hay đám cưới.